# Пелягінець
Пеля́гінець (рос. Пелягинец) — присілок у складі Кічменгсько-Городецького району Вологодської області, Росія. Входить до складу Кічмензького сільського поселення.

## Населення
Населення — 3 особи (2010; 14 у 2002).
Національний склад (станом на 2002 рік):
- росіяни — 100 %